# Ioniki
Ioniki (en rus: Ионики) és un poble de l'óblast de Pskov, a Rússia, segons el cens del 2010 tenia 7 habitants. Pertany al districte de Krasnogorodsk.